# Francisco Igea Arisqueta
Francisco Igea Arisqueta (17 d'abril de 1964) és un metge i polític espanyol.
Llicenciat en medicina per la Universitat de Valladolid, Igea és metge especialista en aparell digestiu i ha treballat en el Hospital Ric Carrión de Palència des de 1993. Va ser cap de secció d'aparell digestiu de l'esmentat hospital fins al seu cessament, al maig de 2013.
El novembre de 2014 es va presentar a les primàries de UPyD per ser candidat a la  Presidència de la Junta de Castella i Lleó. Posteriorment, Igea va abandonar el partit per incorporar-se a les files de  Ciutadans. Després d'un procés de primàries és elegit com a candidat de Ciutadans al Congrés per Valladolid.
En les eleccions generals de desembre de 2015 és elegit diputat per la circumscripció de Valladolid. El gener de 2017, amb la renovació del Comitè Executiu de la formació taronja, Igea va entrar a formar part de la directiva de  Ciutadans responsabilitzant de l'àrea de sanitat.
El fracàs en les eleccions de novembre de 2019, en la que va sortir elegit diputat, va provocar la dimissió d'Albert Rivera, la renúncia de diversos pesos pesants del partit i la formació d'una gestora, i amb la formació arrossegada a la marginalitat i irrellevància polítiques, el partit busca la supervivència amb una aliança constitucionalista amb el Partit Popular per a les eleccions als parlaments autonòmics convocades el 2020. Les primàries de març de 2020 van donar com a vencedora a Inés Arrimadas enfront de Francisco Igea.
El 2024 és procurador a les Corts de Castella i Lleó, encara que el 28 de setembre de 2023 el mateix Igea anunciava la seva expulsió de Ciutadans. L'exdirigent va ser expedientat pel partit per les seves crítiques a la direcció de Ciutadans, especialment pel que fa a la decisió de no presentar-se a les eleccions generals del 23 de juliol de 2023, per això va participar en la creació de Nexo juntament amb Edmundo Bal, però per una major proximitat ideològica amb La Tercera España va abandonar el projecte que ara lidera el seu excompany per passar a La Tercera España.
A les eleccions al Parlament Europeu de 2024 es va presentar a la candidatura del partit Izquierda Española.